# Charlie Russell
Andrew Charles Russell (19 sierpnia 1941 - 7 maja 2018) – kanadyjski przyrodnik znany ze swoich badań nad niedźwiedziami grizzly.

## Biografia
Russell dorastał w Albercie w kanadyjskich Górach Skalistych jako syn myśliwego, przewodnika, filmowca i przyrodnika Andy'ego Russella. Charlie i jego trzej bracia dowiedzieli się o dziczy od swojego ojca, pomagając mu jako przewodnicy i kamerzyści. Jego bracia poszli do college'u i zostali biologami, a Charlie został ranczerem. Był zafascynowany niedźwiedziami grizzly. Próbował przezwyciężyć ich wizerunek dzikich zabójców, otwierając dla nich swoje ranczo i zabierając ekoturystów na wyprawy polegające na obserwowaniu niedźwiedzi (w przeciwieństwie do polowań, które wcześniej były celem tego typu wycieczek). Próbował, przeważnie bezskutecznie, przekonać urzędników zajmujących się dziką przyrodą do traktowania niedźwiedzi z szacunkiem i zaufaniem, argumentując, że to strach ludzi przed niedźwiedziami i agresja wobec nich sprawiają, że stają się one niebezpieczne. 
Russell jest najbardziej znany z dziesięcioletniej pracy w terenie na Kamczatce, gdzie uczył lokalnych przewodników, jak przewodzić wycieczkom polegającym na obserwowaniu niedźwiedzi. Zaczął kupować osierocone młode grizzly z ogrodów zoologicznych, zabierając je w odległe rejony Kamczatki i ucząc dzikiego życia.  Był bohaterem dwóch telewizyjnych filmów dokumentalnych: Walking with Giants: The Grizzlies of Siberia (PBS, 1999) i Bear Man of Kamchatka (BBC, 2006).  Zmarł w wyniku komplikacji po operacji w szpitalu w Calgary 7 maja 2018 r.